# Розтискування
Розтискування — це збільшення площі друкарських елементів в процесі друку. Воно визначається як різниця між відносними площами друкарського елемента на формі і друкарського елемента на відбитку.
Величина розтискування визначається двома видами факторів: механічними і оптичними.
1. Механічне розтискування — збільшення площі друкарських елементів у результаті механічних впливів на фарбовий шар.
2. Оптичне розтискування — збільшення оптичної щільності растрових полів в результаті розсіювання світла в матеріалі основи.

| Книжка | Це незавершена стаття з видавничої справи. Ви можете допомогти проєкту, виправивши або дописавши її. |